# Игор Добровољски
Игор Иванович Добровољски (рус. Игорь Иванович Добровольский; 27. август 1967) бивши је совјетски и руски фудбалер, а након играчке каријере постао је фудбалски тренер.

## Каријера
Током каријере играо је за познате клубове у неколико земаља, међу којима су Нистру Кишињев, Динамо Москва, Кастељон, Сервет, Ђенова, Олимпик Марсељ, Динамо Москва, Атлетико Мадрид, Фортуна Диселдорф и Тилигул Тираспољ.
Добровољски је играо за три различите репрезентације: са СССР учествовао на завршном турниру Олимпијских игара 1988. у Сеулу, где је са екипом освојио златну медаљу и завршио је као други стрелац турнира са шест датих голова. Такође је учествовао, са истим тимом, на Светском првенству 1990. у Италији. Био је учесник Европског првенства 1992. у Шведској са репрезентацијом Заједнице независних држава, а са Русијом на Европском првенству 1996. у Енглеској. Постигао је једини гол за ЗНД на Европском првенству 1992, у ремију 1:1 против Немачке.
Био је селектор фудбалске репрезентације Молдавије у два наврата.